# A Mix-up in Raincoats
A Mix-up in Raincoats est un film américain réalisé par Mack Sennett, sorti en 1911.

## Fiche technique
- Titre original : A Mix-up in Raincoats
- Réalisation : Mack Sennett
- Société de production : American Mutoscope and Biograph Company
- Pays de production :  États-Unis
- Langue originale : anglais américain
- Format : noir et blanc - film muet
- Dates de sortie :
  - USA : 25 décembre 1911

## Distribution
- Ford Sterling
- Fred Mace